# PD-1
PD-1은 활성화된 T세포(면역세포)의 표면에 있는 단백질이다. CD279, Programmed cell death protein 1이라고도 한다.
암세포의 표면에 있는 단백질인 PD-L1, PD-L2가 T세포의 표면에 있는 단백질인 PD-1과 결합하면, T세포는 암세포를 공격하지 못한다. 면역항암제는 T세포의 PD-1 수용체에 달라붙어 암세포의 회피 기능을 억제한다. MSD의 키트루다와 옵디보가 작용하는 원리다.

## 같이 보기
- 키트루다
- 옵디보